# El Tigre
El Tigre es una ciudad de Venezuela ubicada en el Estado Anzoátegui. Es la capital del Municipio Simón Rodríguez y está situada al sur del estado Anzoátegui, equidistante al río Orinoco y al mar Caribe, en la Mesa de Guanipa, cruzada por el río Tigre, a una altitud de 265 metros; con una temperatura media de 30.°C y una precipitación media anual aproximada de 1200 mm. Su población, según datos actualizados del CNE es de 213.524 habitantes.
El Tigre también se encuentra en conurbación total con la ciudad de San José de Guanipa, capital del Municipio Guanipa cuya población según datos tomados del CNE es de 97.727 habitantes, ambas ciudades forman en la práctica una sola ciudad cuya población sería de 311.251 habitantes.
Desde el nombramiento de la Faja Petrolífera del Orinoco como una de las reservas de petróleo más grandes del mundo, El Tigre se ha convertido en una de las ciudades más importantes del país debido a que se encuentra muy cerca o en los linderos de esta faja petrolífera en el estado Anzoátegui. De esta forma, El Tigre presenta actualmente un incremento en el establecimiento de empresas de servicios destinados a la industria petrolera y otras obras destinadas a la activación significativa del comercio.

## Historia

### Antecedentes
A la llegada de los conquistadores españoles, la mesa de Guanipa era asiento de indígenas. Desde principios del siglo XVIII se intentó el poblamiento de esta zona sin éxito. El 1 de mayo de 1717 el comisario de las misiones de Píritu, Cristóbal de Molina, en carta al gobernador y capitán general José Francisco Carreño, sugería la fundación de 2 pueblos de españoles, a orillas del río Lithe o Tigre en la comarca de Guanipa, porque en este lugar se reunían los contrabandistas extranjeros a comerciar con los caribes y otros grupos indígenas, enseñándoles además el uso de armas de fuego, con los perjuicios que ello traía. 
En 1776 varias familias caribes solicitaron espontáneamente a los franciscanos observantes su reducción en poblado, fundándose la misión de San Máximo de corta duración. En 1783 el visitador Luis de Chávez y Mendoza recomendaba que se poblase el lugar, indicando que no se había hecho por desidia de los ganaderos de Cumaná. A fines de ese siglo los misioneros franciscanos fundaron el pueblo de indios de Santa Gertrudis de Tigre, que existía en 1797, atendido por fray Francisco Pérez del Río. 
Durante la Guerra de Independencia fue refugio de patriotas y donde la familia Monagas poseía hatos de ganado. En 1840 el hacendado español Teodoro Falcón Campos fundó allí el hato El Tigre. Entre 1844 y 1846, durante el gobierno del general Carlos Soublette, fue creada la parroquia Santa-Me de El Tigre o San Juan de Santa-Me, con indígenas provenientes de Chamariapa. Este asentamiento fue destruido y abandonado en 1859, durante la Guerra Federal. En julio de ese año se pronunció por la federación y se alzó en armas en la región, el general Juan Antonio Sotillo, acompañado de sus hijos, quienes establecieron un foco guerrillero permanente, llegando Sotillo a ser considerado el segundo jefe de la federación. 
A principios del siglo XX había apenas unos ranchos dispersos en el cruce de los caminos que iban a Barcelona, Ciudad Bolívar y Valle de la Pascua, en una comarca de ganadería extensiva. Entre 1900 y 1908 existió allí una oficina de telégrafos que daría nombre al sitio. Desde 1918 se iniciaron las primeras explotaciones petroleras y los primeros geólogos se instalaron el 15 de diciembre de 1932 en el campamento que llamaron Oficina y el nombre se extendió a todo el grupo de campos.

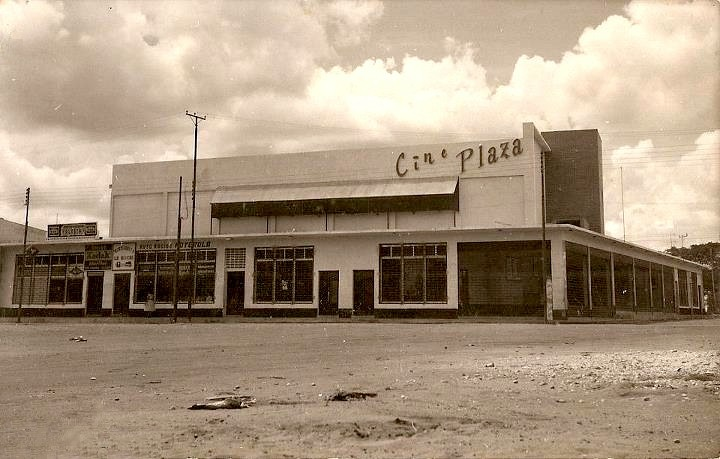
Cine Plaza 1960

### Fundación
El Tigre es fundado dada la importancia petrolera de la zona. Se atribuye su fecha oficial de fundación, el 23 de febrero de 1933, al momento del inicio de la perforación del primer pozo por la Gulf Oil Company (OG-1: Oficina Gulf 1) en el estado Anzoátegui, el cual reventó el 16 de julio de 1937, lo cual sirvió inspiración para la novela del escritor venezolano Miguel Otero Silva "Oficina No 1".
Al calor de la industria petrolera, nació la ciudad de El Tigre. No hubo fundación. Con la llegada de los campesinos del Caris y zonas aledañas, el pequeño poblado se fue formando alrededor del pozo OG-1. Esa incipiente población fue tomando cuerpo y fue creciendo a un ritmo moderado en las primeras décadas. Luego recibiendo una gran cantidad de inmigrantes provenientes de los estados vecinos y uno que otro extranjero.
En ella cohabitan una mezcla interesante de colonias foráneas, todas atraídas por las bondades de su clima de sabana y la riqueza petrolera de su subsuelo; entre ellas hay que destacar la colonia margariteña, procedente del Estado Nueva Esparta, forma su mayor concentración de nacionales que dieron origen a la población, los zulianos, quienes se trasladaron trayendo consigo la experiencia petrolera de su lago a tierra firme, los estadounidenses que formaban parte de los empresarios, ingenieros, y supervisores de las empresa petroleras de la época, las colonias árabes, especialmente sirios y libaneses, comúnmente llamados "turcos", la colonia china, las colonias portuguesas, española e italiana que de ellas han surgido parte importante de los empresarios y comerciantes que dinamizaron la actividad comercial en la ciudad.
El Tigre fue creado como municipio el 26 de abril de 1939 por mandato del entonces gobernador del Estado Pedro Felipe Arreaza Calatrava y en 1948 fue declarado parroquia eclesiástica.
El casco central (Sector Casco Viejo) está ubicado en torno a la calle Bolívar, campo Oficina, el mercado y la Catedral Nuestra Señora del Valle, patrona de la ciudad que es un fiel testimonio de la herencia margariteña en la ciudad.

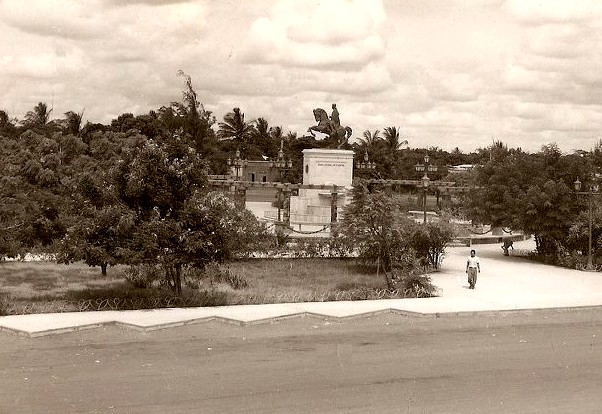
Plaza Bolívar El Tigre 1960

Nuevas zonas fueron extendiendo más allá el horizonte de la ciudad inicial, con la construcción de las avenidas Francisco de Miranda (Primera Carrera), Rotaria, Vea (nombre popular a la vía que conecta directamente con San José de Guanipa y que tenía un carro chocado producto de las imprudencias automovilísticas y tenía un cartel que decía "VEA"; actualmente denominada Jesús Subero), Winston Churchill, sectores como Pueblo Nuevo Norte y Sur (divididos por la Primera Carrera o avenida Francisco de Miranda crean la ciudad reticular donde las calles están numeradas longitudinalmente como carreras y latitudinalmente como calle, entre otros sectores.
Actualmente la Ciudad ocupa casi completamente el norte del municipio Simón Rodríguez y se encuentra en proceso de fusión con la Ciudad de San José de Guanipa, donde zonas residenciales, comerciales e industriales se alinean indistintamente entre ambas las ciudades, y para los visitantes no existe mayor diferencia en cuanto a la continuidad urbanística de las mismas, más que anuncios de bienvenida cuando se va de una ciudad a la otra.

## Organización Administrativa y Territorial

### Ubicación
La Ciudad de El Tigre se ubica en la parte norte del Municipio Simón Rodríguez.

### Límites
La extensión territorial aproximadamente del municipio en el cual se ubica la ciudad, es de 702 km² y delimita con los siguientes territorios:
- Por el noreste: limita con el Municipio Pedro María Freites y Municipio Guanipa.

- Por el sur: limita con el Municipio Francisco de Miranda.

- Por el este: limita con el Municipio Guanipa.

- Por el oeste: limita con el Municipio Francisco de Miranda.
- Por el sureste: limita con el Municipio Independencia y Municipio Guanipa.

| Noroeste: Municipio Francisco de Miranda | Norte: Municipio Pedro María Freites | Nordeste: Municipio Pedro María Freites/Municipio Guanipa |
| Oeste: Municipio Francisco de Miranda    |                                      | Este: Municipio Guanipa                                   |
| Suroeste: Municipio Francisco de Miranda | Sur: Municipio Independencia         | Sureste: Municipio Guanipa                                |

### Parroquias civiles
El Tigre, está dividido en teoría en dos parroquias, la norte y la sur, cuya línea divisoria son las Avenidas Intercomunal, Francisco de Miranda, 5 de Julio y la vía que conduce a Los Yopales, llamadas: Parroquia Edmundo Barrios (zona norte) Y Parroquia Miguel Otero Silva (zona sur).  
| Parroquia                 | Superficie | Población    | Densidad        |
| ------------------------- | ---------- | ------------ | --------------- |
| Edmundo Barrios           | 101 km²    | hab.         | hab./km²        |
| Miguel Otero Silva        | 602 km²    | hab.         | hab./km²        |
| Municipio Simón Rodríguez | 703 km²    | 213.524 hab. | 303,73 hab./km² |

## Geografía

### Topografía
En El Tigre los suelos son muy áridos y cuando llueve mucho el suelo se pone húmedo, El Tigre tiene una topografía muy básica lo que hace que El Tigre es separe en 345 cosas topográficas uno de los suelos topográficos más grandes es el Suelo Topográfico del Monte y También el Suelo Topográfico de la Llanura entre otros.

### Hidrografía
El Tigre está compuesto principalmente de ríos y canales, uno de los ríos más conocidos es el Río Tigre, un río que se encuentra ubicado en el Norte de la ciudad, también la ciudad posee el Río Caris.

### Clima
El clima es de sabana y temperaturas que oscilan entre los 20.°C y 36.°C, con una media aproximada de 30.°C. su mes más caluroso es Marzo con una temperatura máxima de 34.°C y una mínima de 26.°C, mientras que su mes más frío es Enero con una temperatura máxima de 27.°C y una mínima de 21.°C.
Tener en cuenta que sus días más calurosos son el 27 y 28 de Marzo con una temperatura de 34.°C mientras que sus días más fríos son el 24 de diciembre y 16 de Enero con una temperatura de 21.°C.
Las Precipitaciones de la ciudad ocurren diariamente en el Año, sus meses más cálidos, secos y con menos lluvias es Marzo y Febrero que contiene el 5% de las precipitaciones que se presentan en la ciudad, mientras sus meses más mojados son Julio y Junio que contiene el 62% de precipitaciones.
| Parámetros climáticos promedio de El Tigre, Venezuela             | Parámetros climáticos promedio de El Tigre, Venezuela | Parámetros climáticos promedio de El Tigre, Venezuela | Parámetros climáticos promedio de El Tigre, Venezuela | Parámetros climáticos promedio de El Tigre, Venezuela | Parámetros climáticos promedio de El Tigre, Venezuela | Parámetros climáticos promedio de El Tigre, Venezuela | Parámetros climáticos promedio de El Tigre, Venezuela | Parámetros climáticos promedio de El Tigre, Venezuela | Parámetros climáticos promedio de El Tigre, Venezuela | Parámetros climáticos promedio de El Tigre, Venezuela | Parámetros climáticos promedio de El Tigre, Venezuela | Parámetros climáticos promedio de El Tigre, Venezuela | Parámetros climáticos promedio de El Tigre, Venezuela |
| Mes                                                               | Ene.                                                  | Feb.                                                  | Mar.                                                  | Abr.                                                  | May.                                                  | Jun.                                                  | Jul.                                                  | Ago.                                                  | Sep.                                                  | Oct.                                                  | Nov.                                                  | Dic.                                                  | Anual                                                 |
| ----------------------------------------------------------------- | ----------------------------------------------------- | ----------------------------------------------------- | ----------------------------------------------------- | ----------------------------------------------------- | ----------------------------------------------------- | ----------------------------------------------------- | ----------------------------------------------------- | ----------------------------------------------------- | ----------------------------------------------------- | ----------------------------------------------------- | ----------------------------------------------------- | ----------------------------------------------------- | ----------------------------------------------------- |
| Temp. máx. abs. (°C)                                              | 22                                                    | 27                                                    | 34                                                    | 33                                                    | 31                                                    | 31                                                    | 31                                                    | 32                                                    | 31                                                    | 29                                                    | 25                                                    | 23                                                    | 31                                                    |
| Temp. máx. media (°C)                                             | 21                                                    | 26                                                    | 26                                                    | 25                                                    | 27                                                    | 28                                                    | 30                                                    | 30                                                    | 28                                                    | 26                                                    | 25                                                    | 22                                                    | 31                                                    |
| Temp. media (°C)                                                  | 26                                                    | 28                                                    | 28                                                    | 29                                                    | 28                                                    | 28                                                    | 27                                                    | 29                                                    | 28                                                    | 25                                                    | 26                                                    | 21                                                    | 26.9                                                  |
| Temp. mín. media (°C)                                             | 17                                                    | 19                                                    | 19                                                    | 20                                                    | 20                                                    | 21                                                    | 23                                                    | 24                                                    | 22                                                    | 20                                                    | 19                                                    | 17                                                    | 19                                                    |
| Precipitación total (mm)                                          | 7.6                                                   | 2.5                                                   | 2.4                                                   | 50.8                                                  | 99.9                                                  | 110.1                                                 | 130.8                                                 | 156.9                                                 | 100.9                                                 | 92.8                                                  | 43.2                                                  | 22.9                                                  | 622.3                                                 |
| Fuente: The Weather Channel Interactive, Inc. 26 de abril de 2024 |                                                       |                                                       |                                                       |                                                       |                                                       |                                                       |                                                       |                                                       |                                                       |                                                       |                                                       |                                                       |                                                       |

## Economía
Sus habitantes se dedican a la industria petrolera, agrícola, pecuaria, comercial y turística.
Economía Petrolera
La principal industria de la ciudad es la petrolera, desde el nacimiento de la ciudad hasta los momentos actuales, el petróleo ha sido, es y será mientras exista en la Faja del Orinoco el principal motor de la economía, puesto que El Tigre está ubicado equidistante de los principales campos de extracción de petróleo y es el asiento de las más importantes empresas tanto de perforación, explotación y producción como de servicios para la Industria del llamado Oro Negro.
Economía Agrícola
La actividad agrícola de la región ha decaído en las últimas décadas, aunque el maní fue el producto más destacado en la agricultura tigrense, también se pueden destacar los cultivos mediante el sistema de regadío mediante los pivotes que usan aguas del rico subsuelo y los productos más comunes son la patilla, melón, sorgo, soya y yuca.
Economía Comercial
El Tigre es una de las ciudades con mayor motor comercial al sur del estado Anzoátegui y ello se puede apreciar en la gran cantidad de tiendas de todo tipo de mercancía, destacando franquicias nacionales e internacionales, entre los más populares los famosos "Chinos" automercados populares mayoritariamente de propietarios asiáticos, sucursales de casi todas las instituciones bancarias existente en la nación, hoteles de categoría internacional como el Eurobuilding hasta modestas posadas.

#### Hotelería
- Hotel Eurobuilding Express El Tigre (Internacional)
- Hotel Green Park
- Hotel Internacional Gran Hotel
- Hotel Mancora Suites
- Hotel Santa Cruz
- Hotel Gemstone Inn
- Hotel La Redoma
- Hotel Tamanaco
- Hotel La Carreta del Tigre
- Hotel Palma Real
- Hotel Luxor
- Hotel La Fuente
- Hotel Villa Dorada
- Hotel Radazul
- Hotel del Orinoco

#### Centros Comerciales
- San Remo Mall
- Unimall
- Paseo los Pinos
- C.C. Petrucci
- C.C. Alba
- C.C. Díaz
- C.C. El Coloso
- C.C. El Roble
- C.C. Garoe
- C.C. Galerías Agua Miel
- C.C. Hana
- C.C. Harris
- C.C. Las Virtudes
- C.C. Lourdes
- C.C. Madrid
- C.C. Mansión Flamingo
- C.C. París
- C.C. Plaza Medina
- C.C. Silvana
- C.C. Venezuela

## Turismo

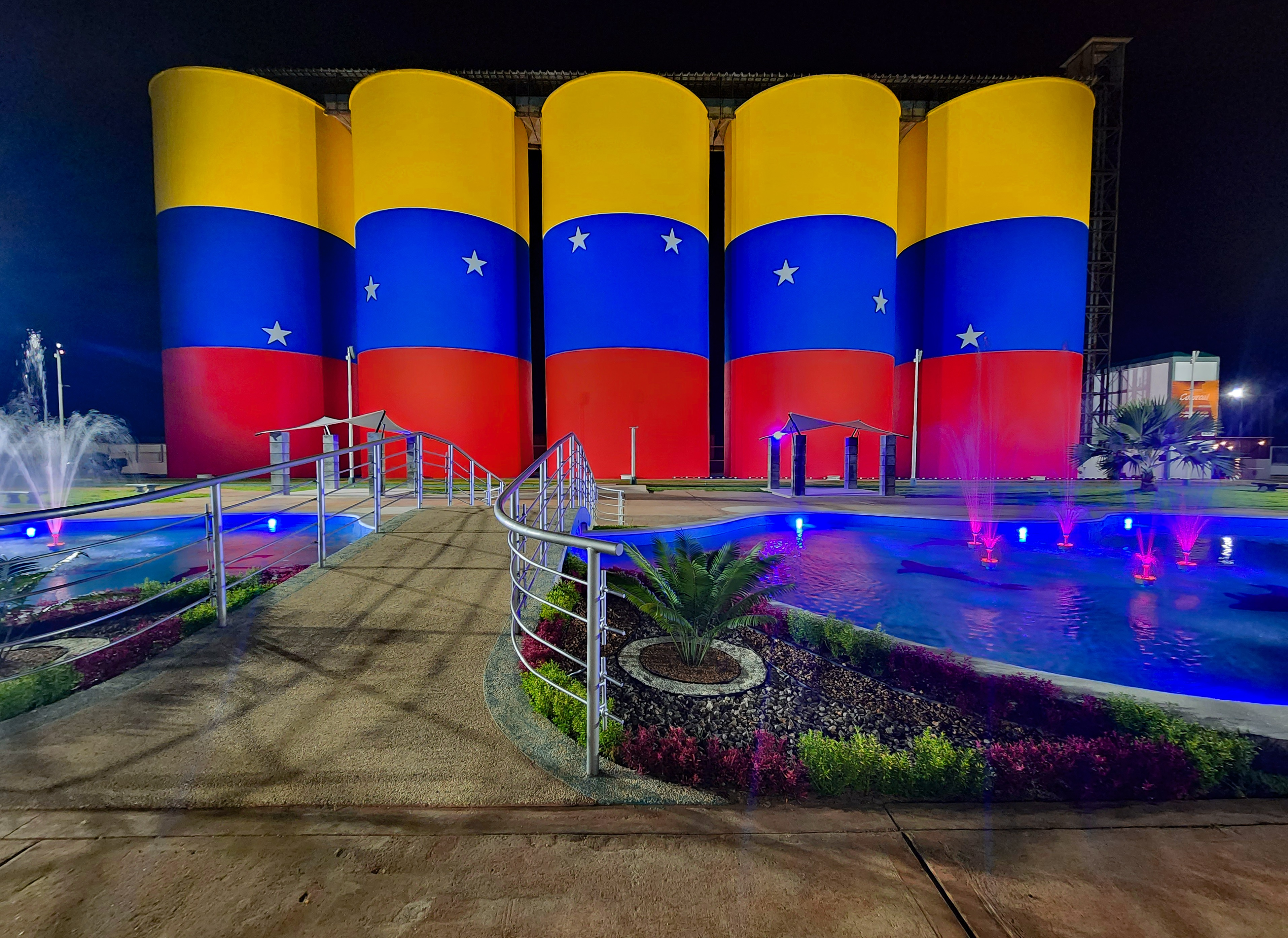
Parque Francisco de Miranda "la Bandera"

El Tigre tiene entre sus atractivos turísticos el Parque Francisco de Miranda donde se encuentra pintada una la bandera de Venezuela en la estructura de un antiguo complejo manisero de una empresa que funcionaban en los años 70. 
La ciudad posee varias plazas y plazoletas con áreas verdes donde destaca la Plaza Bolívar es unas de las más grandes del país, abarca la extensión de una cuadra completa llena de árboles frondosos y una hermosa estatua ecuestre del Libertador Simón Bolívar, el Paseo de la Virgen del Valle y a la par el Paseo José Gregorio Hernández.
La ciudad cuenta con dos importantes centros comerciales el San Remo Mall ubicado a pocos metros del Paseo de la Virgen, el cual es totalmente climatizado, igualmente en la intersección de las avenidas Jesús Subero con Rotaria se encuentra el Unimall. 
Esta ciudad se caracteriza por tener uno de los mejores carnavales del país llamados "Carnavales Oro Negro", donde todos los tigrenses salen a disfrutar de esta gran fiesta.
En la actualidad la El Tigre es la tercera en población y la segunda en importancia económica de Anzoátegui.

### Principales Plazas, Bulevares y Parques

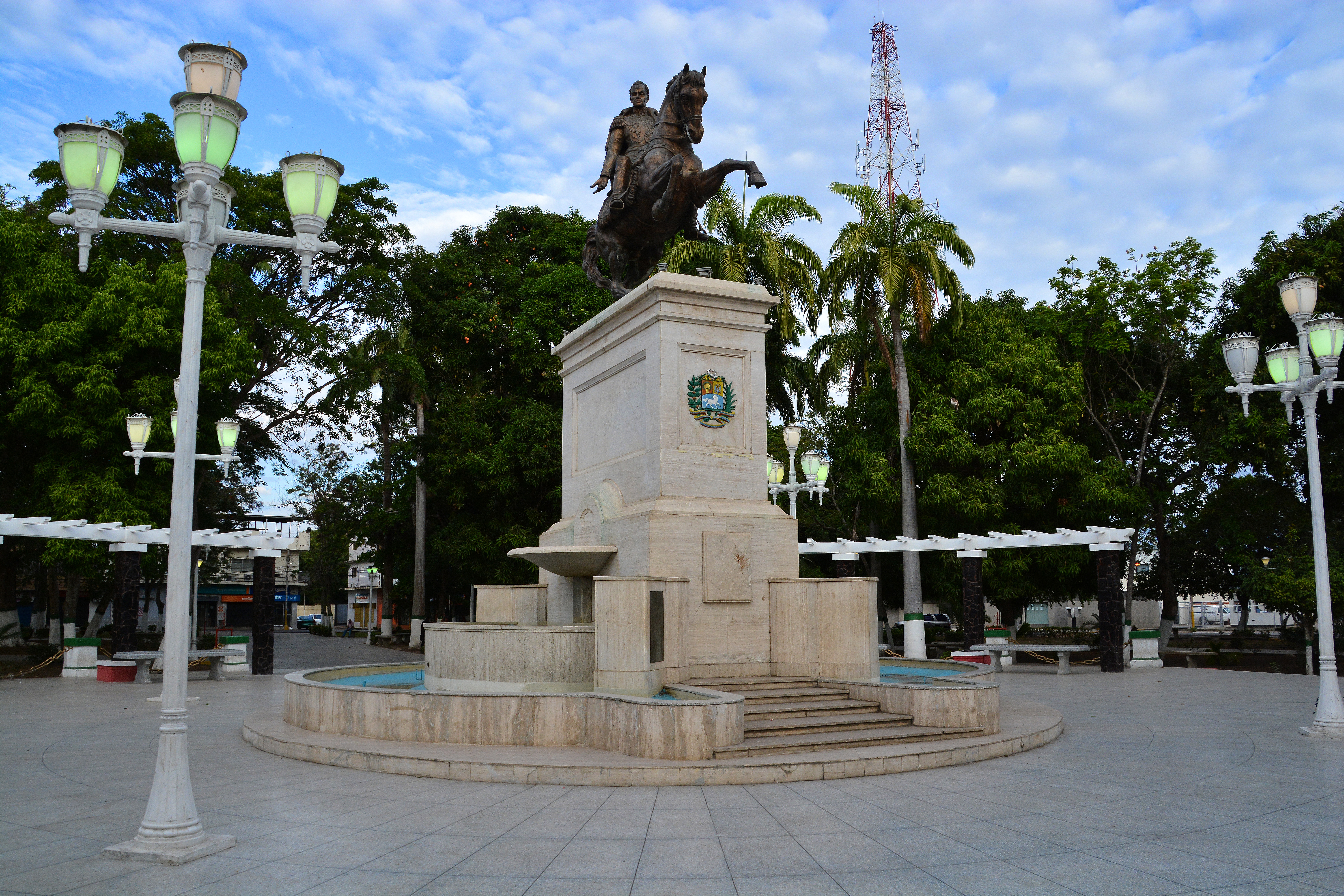
Plaza Bolívar, El Tigre

- Plaza Monumental Simón Bolívar "Plaza Bolívar"
- Plaza Simón Rodríguez
- Plaza Revenga
- Plaza El Libro
- Plaza La Patilla
- Plaza Martí
- Plaza Stefano Massobrio
- Plaza José Antonio Anzoátegui
- Plaza Miranda
- Plaza España
- Plaza Lisboa
- Plaza Luisa Cáceres de Arismendi
- Paseo José Gregorio Hernández
- Paseo de La Virgen del Valle
- Parque Francisco de Miranda "La Bandera"
- Parque Andrés Bello
- Redoma de Aguanca
- Redoma Cruz de los Chóferes

## Galería

Montaje fotográfico de El Tigre Anzoátegui
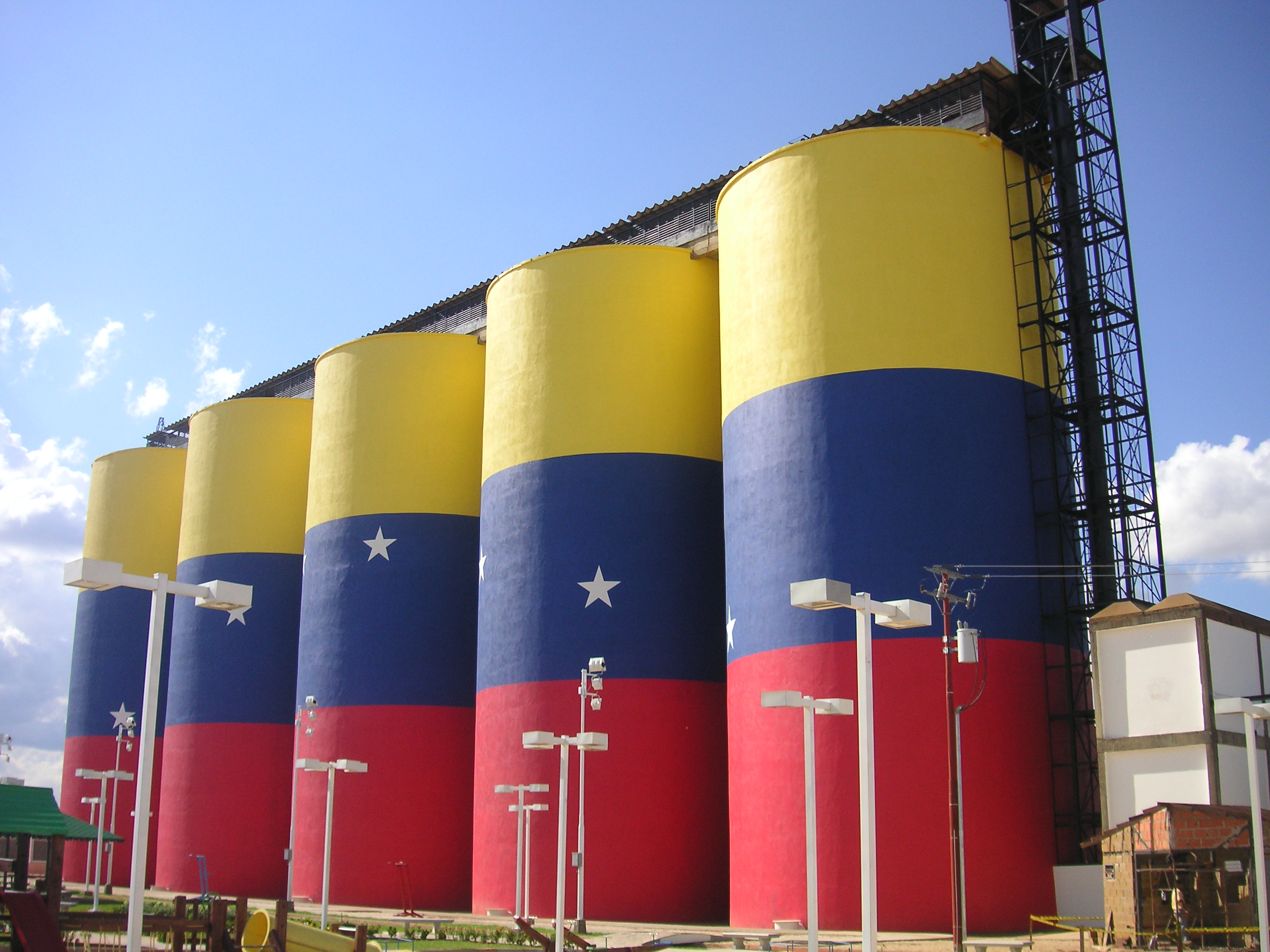
El Parque Francisco de Miranda "La Bandera" (Construcción)
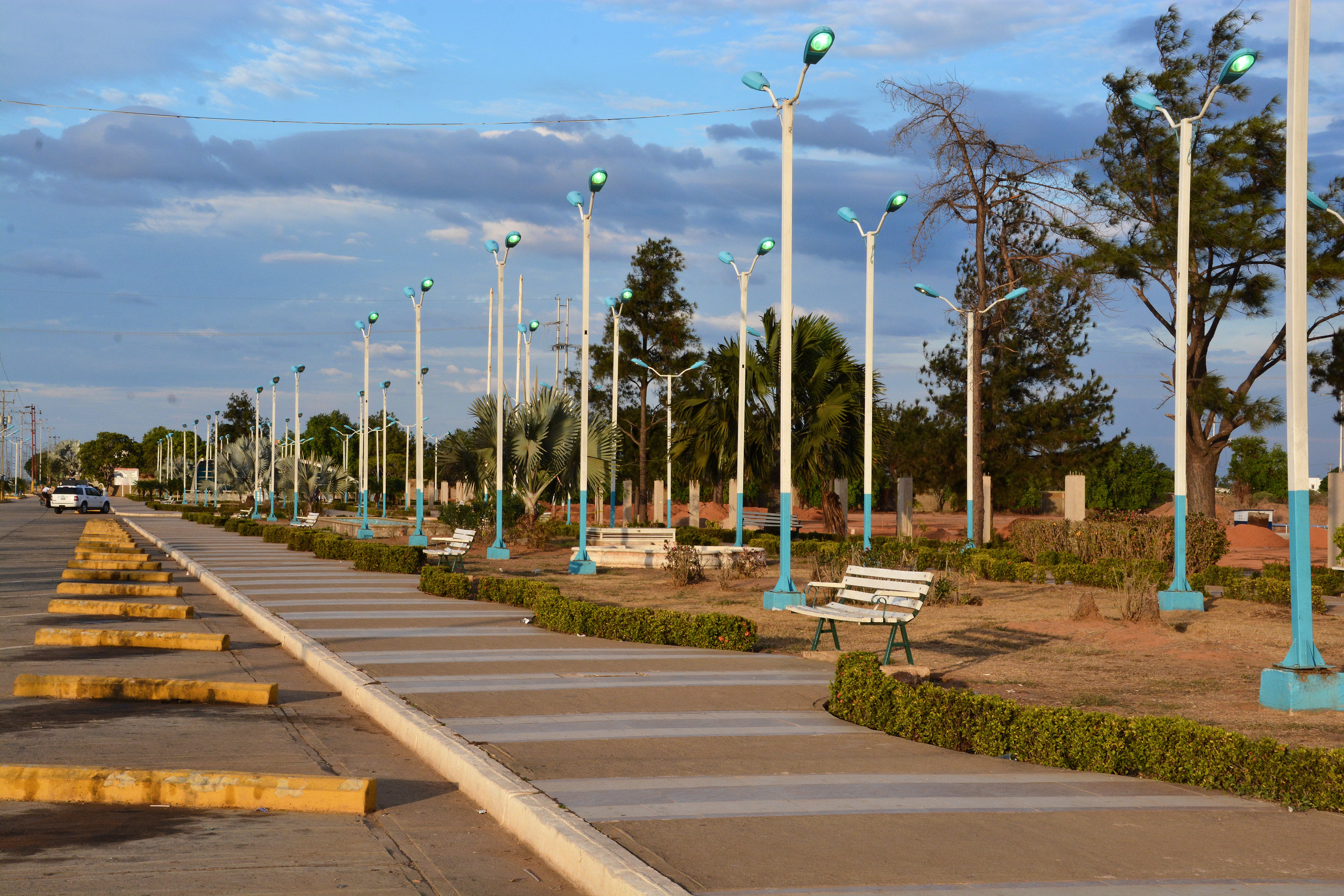
Paseo de la Virgen del Valle
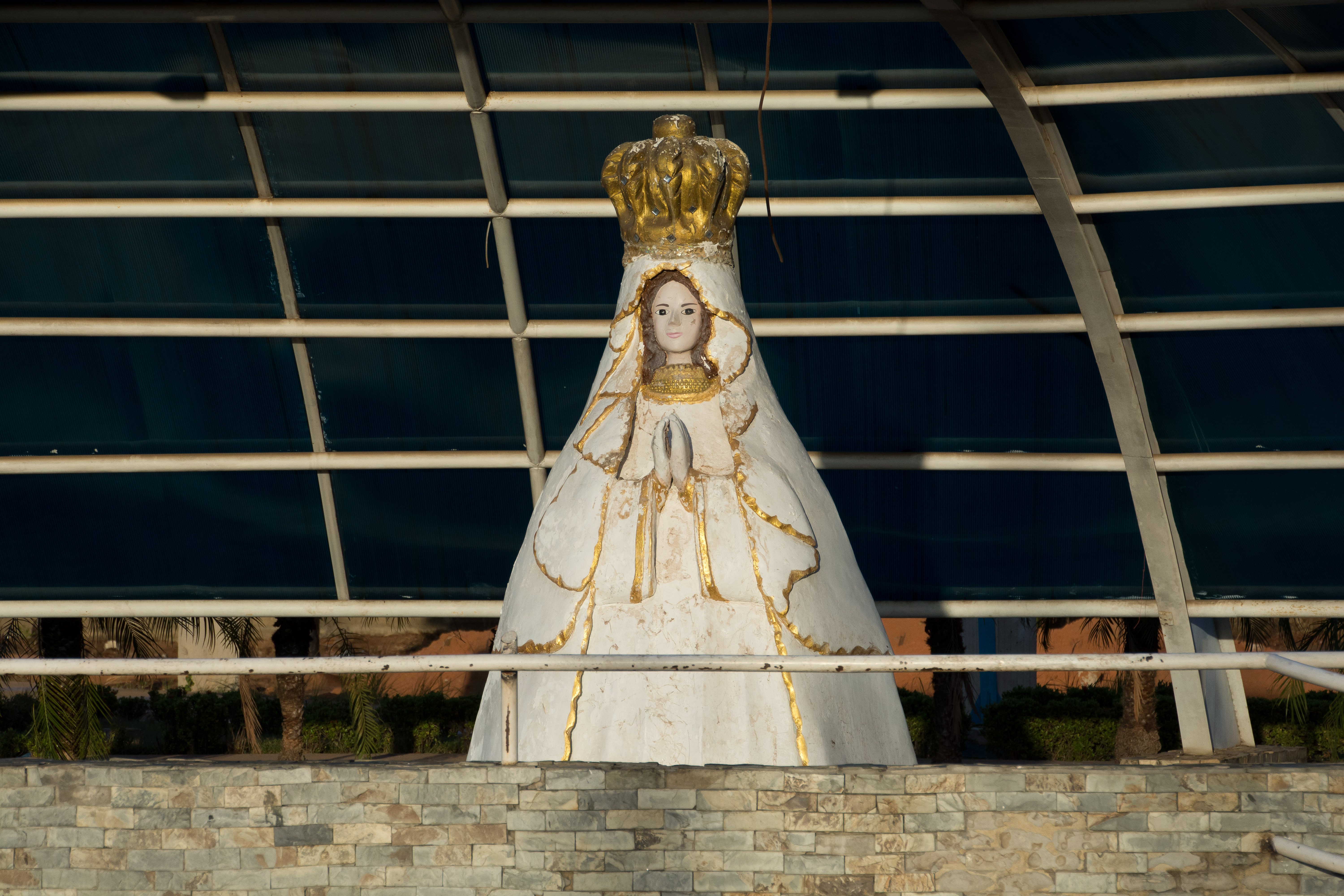
La Estatua de la Virgen del Valle en El Paseo de la Virgen
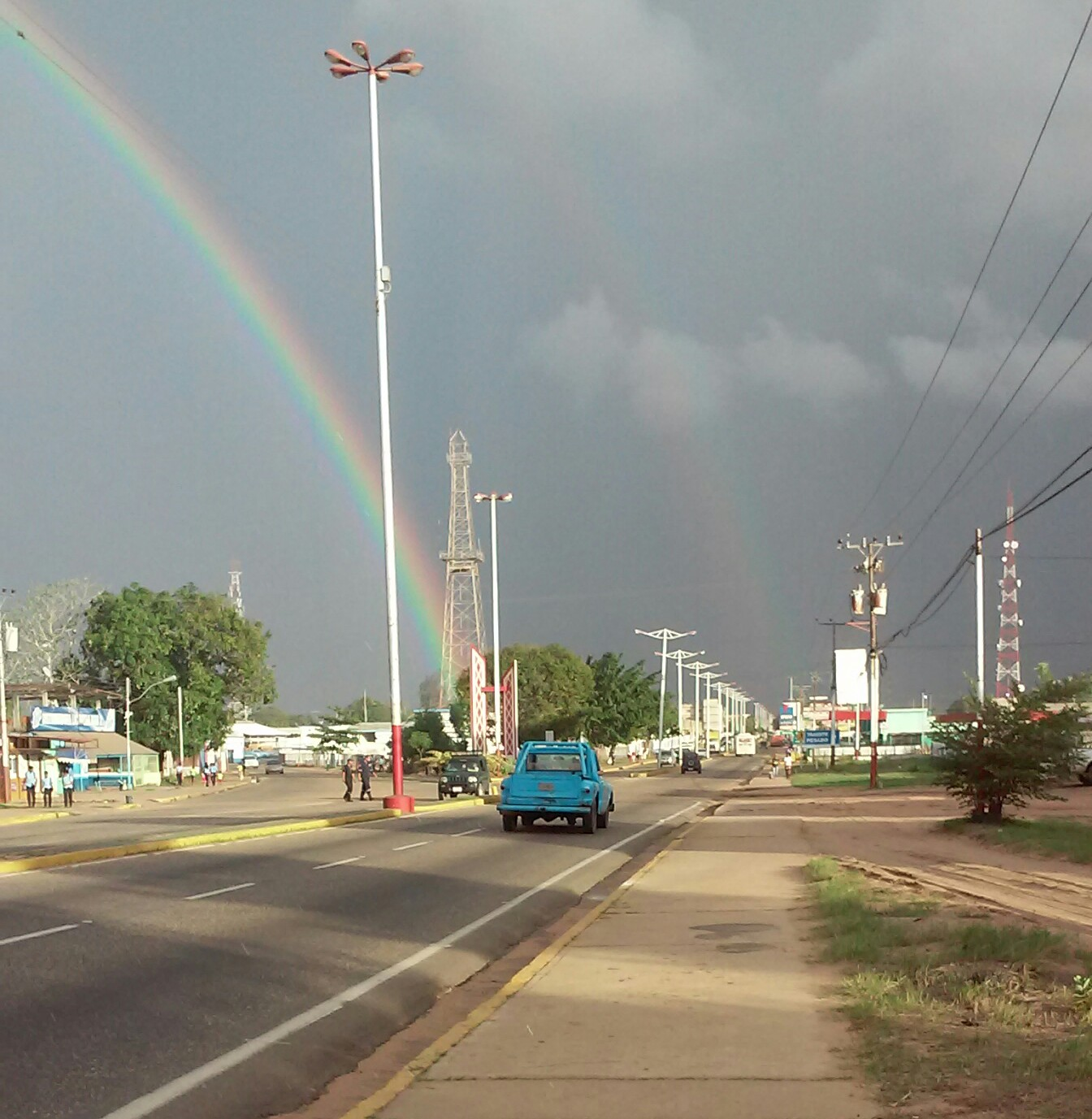
Un bonito arcoíris en la Avenida España
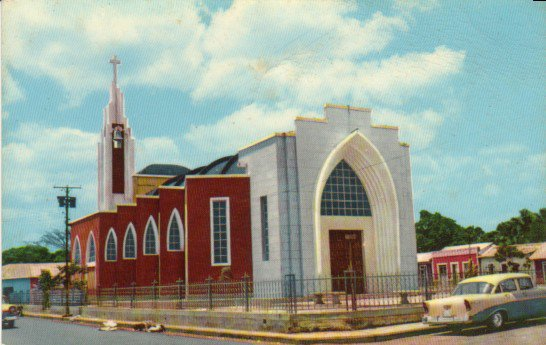
Catedral Nuestra Señora del Valle
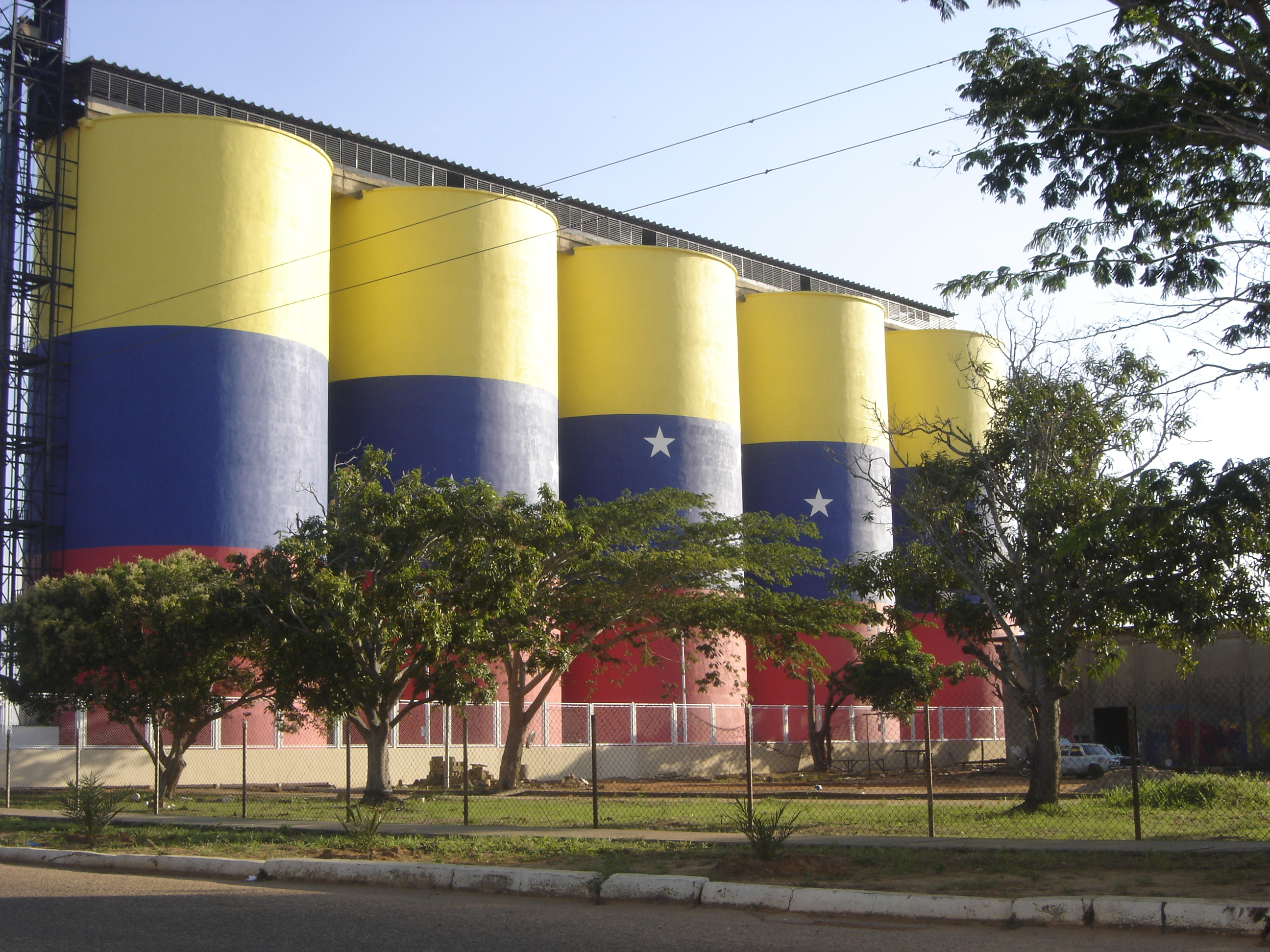
El Parque Francisco de Miranda "La Bandera" (Año 2006)

## Cultura, Costumbres y Arte

### Cultura
- La Casa de la Cultura Simón Rodríguez o Ateneo de El Tigre, inaugurada en 1968, se inauguró en el Casco Viejo de El Tigre, Municipio Simón Rodríguez del Edo Anzoátegui. Fue la primera institución cultural de su tipo instalada en el Estado Anzoátegui, desde su fundación ha ocupado el mismo edificio constituyéndose en referencia obligada de la cultura local. En sus instalaciones se realizan talleres de ortografía, redacción y estilo y se ha dado impulso a las letras mediante concursos y bienales literarias.

- La Orquesta Sinfónica Infantil y Juvenil de El Tigre, se inició en el año 1979, esta institución tigrense de música clásica pertenece al Sistema Nacional de Orquestas Juveniles e Infantiles de Venezuela, desde su fundación ha formado importantes músicos en la ciudad.

#### Música
La música de la ciudad es dominada por la Música Llanera de Venezuela, según en El Tigre son conocidas canciones Llaneras románticas como "Volví a Caer en las Redes del Amor", y además la ciudad posee un género musical llamado la Serenata Tigrense.

#### Bailes
El Tigre posee una gran variedad de bailes y costumbres como otras ciudades de Venezuela uno de sus bailes principales son el joropo llanero, las danzas del Sur, las danzas del carnaval entre otros.

#### Juegos Tradicionales
- Los Papagayos
- El Trompo
- La cuchara con el limón
- Ludo (juego de mesa)

### Costumbres

#### Fiestas locales
- Fiesta a la Virgen Del Valle es la principal fiesta de la ciudad, es un conjunto de eventos de júbilo que se celebran en El Tigre, estado Anzoátegui en el mes de septiembre en honor a la patrona de la ciudad, La Virgen del Valle.
- Carnavales De Oro Negro son considerados una de las fiestas más grandes de Venezuela, además este carnaval se ha ido popularizando desde el siglo XX y saliendo más personas invitadas a la fiesta, todas las personas salen a la calle a ver estos carnavales y está fiesta puede atraer más de 20 mil personas.
- Feria Del Mango es una fiesta tradicional de la ciudad de El Tigre celebrada en el paseo de la Virgen del Valle, y está fiesta se lleva a cabo en un 26 de septiembre, la feria se trata de disfraces, comida y varias celebraciones que se llevan a cabo.

### Arte
Existen en El Tigre, diversas escuelas y academias de Arte, tanto públicas como privadas:
- Taller Libre de Arte es una Asociación Civil sin fines de lucro fue creada en 1964 por el pintor Eduardo Latouche. desde su fundación y en la actualidad donde se preserva como una institución interdisciplinaria, se han ido formando generaciones de artistas

- Danzas Guanipa es la agrupación dancística de mayor trayectoria en la ciudad de El Tigre, dirigida por la Maestra Carmen Márquez de Aray. Esta agrupación ha recorrido a lo largo de su fundación países como Bolivia, Colombia, Ecuador, Perú entre otros. Danzas Guanipa ha sido proclamada como patrimonio de la ciudad.

“El Tigre era Tierra de lo posible”

“Valencia, tierra de lo imposible”....Yo les respondía orgullosamente lo siguiente “El Tigre era Tierra de lo posible".

1. Una casa perdió un choque con carro: lado de la Panadería Moka. - 2. Todos los heladeros ambulantes son bilingües... (Helados EFE). 3. La Plaza sin calles de por medio (La de Maracay) más grande del país. 4. La bandera pintada más grande del mundo (Redoma de Aguanca). 5. Hernán Gamboa (El cuatro de Venezuela), impartía clases gratis Casa Cultura. 6. Boxeadores (Aquiles Guzmán, José Bonilla, Jesús Kike Rojas, el Tigre Barroso) campeones del mundo. 7. Tenemos las únicas seis esquinas del país. (Pueblo Nuevo Sur) 8. Machelo (Marcelino Gómez), vendía pescado en la mañana y pan margariteño en las tardes. 9. fórmulas secretas únicas de Venezuela. Las vitaminas... (Maximiano Sánchez)... Las cagaleras de Gonzalo López (negro dulcero), La chicha de (Martin), el pan margariteño de (Machelo). 10. Una Catedral sin Obispo. 11. Un profesor (Reggie) impartía... Inglés, francés, latín, matemática y física. 12. Inventamos (Padre Romero) el juego de los animalitos, ahora legal; el pan de centavo Flia. Spessato) y el servicio de Tintorería a Domicilio (Sr Pottito). 13. Primer accidente nuclear de Venezuela (capsula radioactiva pérdida por Dresser Atlas). 14. En una cuadra pueden vivir familias de 10 regiones diferentes.(llaneros, Margariteños, antillanos, Trinitarios, ingleses, sucrenses. Desde El Callao hasta Guiria; Desde El Zulia hasta Delta Amacuro; Desde la vieja Europa (Italia, Portugal, España, Inglaterra), huyendo de los horrores de la Postguerra, vinieron a forjar este gran pueblo. 15. Somos ejemplos y protagonistas del proceso de formación de los pueblos modernos en clásicos de economía petrolera como: Venezuela Política y Petróleo; Rómulo Betancourt. Petróleo, Cultura y Sociedad en Venezuela; Luis Ricardo Dávila. Oficina Uno; Miguel Otero Silva. Ciudades de Petróleo; Rodolfo Quintero. Mene; Ramón Díaz Sánchez. Viajes a las regiones equinocciales del. Nuevo Continente; Alexander Humboldt.Entre otros.16. "El Tigre en donde tenemos al primer Caballero Templario en la persona de Fray Giovanni Luisio (Ernesto Paraqueima en su Programa de Radio) 17. Exactamente no sabemos de nuestro origen como población : Santa Gertrudis de El Tigre, San Miguel de Merecual, El Tigre, OG/1 (Oficina Gulf Nº 1); Hato de los Monagas, Tierras de Teodoro Falcón, redescubrimiento ante el mundo en 1933 de Julio Mc Spadden. De lo que estamos seguro, “El Tigre es Tierra de lo posible”.
Prof. Pablo Monger Flames.

## Gastronomía
La cocina tradicional de Venezuela se manifiesta de forma importante en esta ciudad a través de platillos diversos y deliciosos.

### Comidas Típicas
El asopado: platillo caldoso elaborado con pollo y arroz, que se cocina con cebolla, chile, ajo y otros vegetales cortados en pequeños trozos.
El Pabellón Criollo: es otro plato venezolano clásico que se disfruta en El Tigre y en todo el país. Consiste en arroz blanco, carne mechada (carne de res desmenuzada), caraotas negras y tajadas de plátano maduro frito. Es una combinación de sabores y texturas que resulta irresistible.
El Pasticho: es una versión venezolana de lasaña. Está compuesto por capas de pasta, carne molida, jamón, queso y una deliciosa bechamel. Es un plato reconfortante y lleno de sabor que se hornea hasta que queda dorado y burbujeante.
La hallaca: similar a un tamal, preparado con masa de harina de maíz que se rellena con un guiso de carne de res y se envuelve en hojas de plátano antes de ser hervido en agua.
Las arepas: platillo que se elabora con harina de maíz y agua y se cocina en un sartén especial que le brinda su singular forma.
Las cachapas: de forma similar a las tortillas pero elaboradas con maíz dulce, agua o leche, azúcar, sal y un poco de aceite.

### Bebidas Típicas
La vitamina: es una bebida muy popular y conocida entre los habitantes de la ciudad de El Tigre, es realizada a base de auyama, también conocida como Merengada o Chicha de Auyama, es ligera, dulce y refrescante. Su receta fue creada en la década de los 50 por los hermanos Sánchez, Máximiliano y Eladio nacidos en la Isla de Margarita.

## Educación

### Educación Universitaria
La ciudad es la sede de distintas casas de estudio universitario públicos y Privados.

#### Universidades públicas
Cuenta con un centro académico propio como lo es la:
- Universidad Politécnica Territorial José Antonio Anzoátegui (UPTJAA)

Contando también con núcleos de los siguientes centros de educación universitaria:
- Universidad Nacional Abierta  (UNA)
- Universidad Pedagógica Experimental Libertador - Instituto de mejoramiento Profesional (UPEL - IMPM)
- Universidad Bolivariana de Trabajadores "Jesús Rivero" (UBTJR)

También es Parte de la Formación de Individuos la:
- Misión Sucre en sus diversas Aldeas Universitarias en la Zona, Bajo los pensum de Universidades Reconocidas del País (UNEFA), (UNERG), (UBV), (UPTJAA), Universidad Politécnica Territorial de los Altos Mirandinos "Cecilio Acosta" (UPTCA) - Los Teques (anteriormente CULTCA) ofertando carreras largas.

Licenciaturas: Derecho, Educación, Gestión Social, Gestión Ambiental, Comunicación Social, Medicina Integral Comunitaria, Enfermería.
Ingenierías: Mecánica, Electricidad, Agroalimentaria, Petróleo, Mantenimiento, Telecomunicaciones, Sistemas.

#### Universidades privadas
- Universidad Gran Mariscal de Ayacucho (UGMA)
- Instituto Universitario Pedagógico Monseñor Rafael Arias Blanco (IUPMA)
- Instituto Universitario de Tecnología Henry Pittier (IUTHEPI)
- Instituto Universitario de Tecnología Superior de Oriente (IUTSO)
- Instituto Universitario de Tecnología Elías Calixto Pompa (IUTECP)

## Deporte
Pueden ser mencionados Juan Facendo, Rosa de Facendo, Gustavo Maza y Pedro Rojas Farfán, entrenadores en el Club Briceño Méndez, del que han surgido atletas como Hipólito Brown (100 y 200 m lisos), Douglas Fernández (decatlón), Alberto Salazar (salto de altura), José "Loco Alegre" Salazar (triple salto), José Carreño (lanzamiento de bala); Hermine Reggie (100 y 200 m lisos); Roberto Audaín (110 metros vallas). La población también ha sido cuna de campeones de boxeo como José Bonilla, Aquiles Guzmán y Jesús "Kike" Rojas, aunque este último nacido en San José de Guanipa, todos formados en el Gimnasio cubierto Gustavo Maza. También José "Margariteño" Romero y William García en el ciclismo regional y nacional.
En El Tigre han nacido y crecido varios futbolistas de importancia nacional, entre ellos José "Agapo" Flores, quien fue el primer Anzoatiguense en ir a una Copa América, Rocco "El Pelusa" Nardulli, quien fue jugador del club de Segunda División Cachorros del Tigrito y posteriormente militó en Internacional Puerto la Cruz, de la mano del Técnico Georgi Campos, es el único jugador Tigrense que jugó con la selección Nacional Vinotinto en sus categoría sub-16 en el año 1988 en las mediciones de Fútbol menor denominadas El Mundialito Leonardo Morales, Ricardo Kuki Martins, Rómulo Otero y Charlis Ortiz.
En béisbol han existido representantes de esta tierra en la Liga Venezolana de Béisbol Profesional y en la MLB. Los peloteros más destacados de esta ciudad han sido Enzo Hernández, Álex Cabrera, Orlando Trías, Giovanny Carrara, Rafael Ortega ''actual jugador de los New York Mets'', Tomás Telis, Jean Machí, José Tábata, Carlos Rodríguez ''actual jugador de cardinals''.

### Clubes deportivos
- Baloncesto: Duros de El Tigre, Maniceros de El Tigre,felinas.
- Fútbol:  Fundación Maniceros de El Tigre, Libertad SFC, Escuela de Fútbol Real Amistad
- Béisbol: Caribes del Sur, Azulejos, Phillies, Tigres del Norte, Bravos "A", Bravos "B", Pinto sur Guanipa (PSG), Marlins,etc

### Infraestructuras deportivas
La ciudad cuenta con 
El Estadio de béisbol Enzo Hernández con capacidad para 5.762 espectadores. El estadio de béisbol menor Pedro Emilio Rojas "Pejas"
Dos canchas centrales de fútbol Estadio Leo Morales y el Centro Cultural Español (cuenta con capacidad de 300 personas).
Gimnasio Cubierto "Gustavo Maza y Jesús López". donde se practican distintas disciplinas deportivas  
Pista de atletismo “Juan y Rosa Facendo" 

## Vías de transporte

### Transporte Terrestre

#### Principales Vías de Comunicación con otras Ciudades
- Carretera Nacional Troncal 15 (Pariaguán, San José de Guanipa, San Tomé, Tucupita).
- Carretera Nacional Troncal 16 (Barcelona, Anaco, Cantaura, Ciudad Orinoco, Ciudad Bolívar).
- Carretera Regional (Atapirire, Boca del Pao, Santa Cruz del Orinoco).
- Via Los Yopales (Santa Clara, Zuata, Mapire).

#### Principales Calles y Avenidas

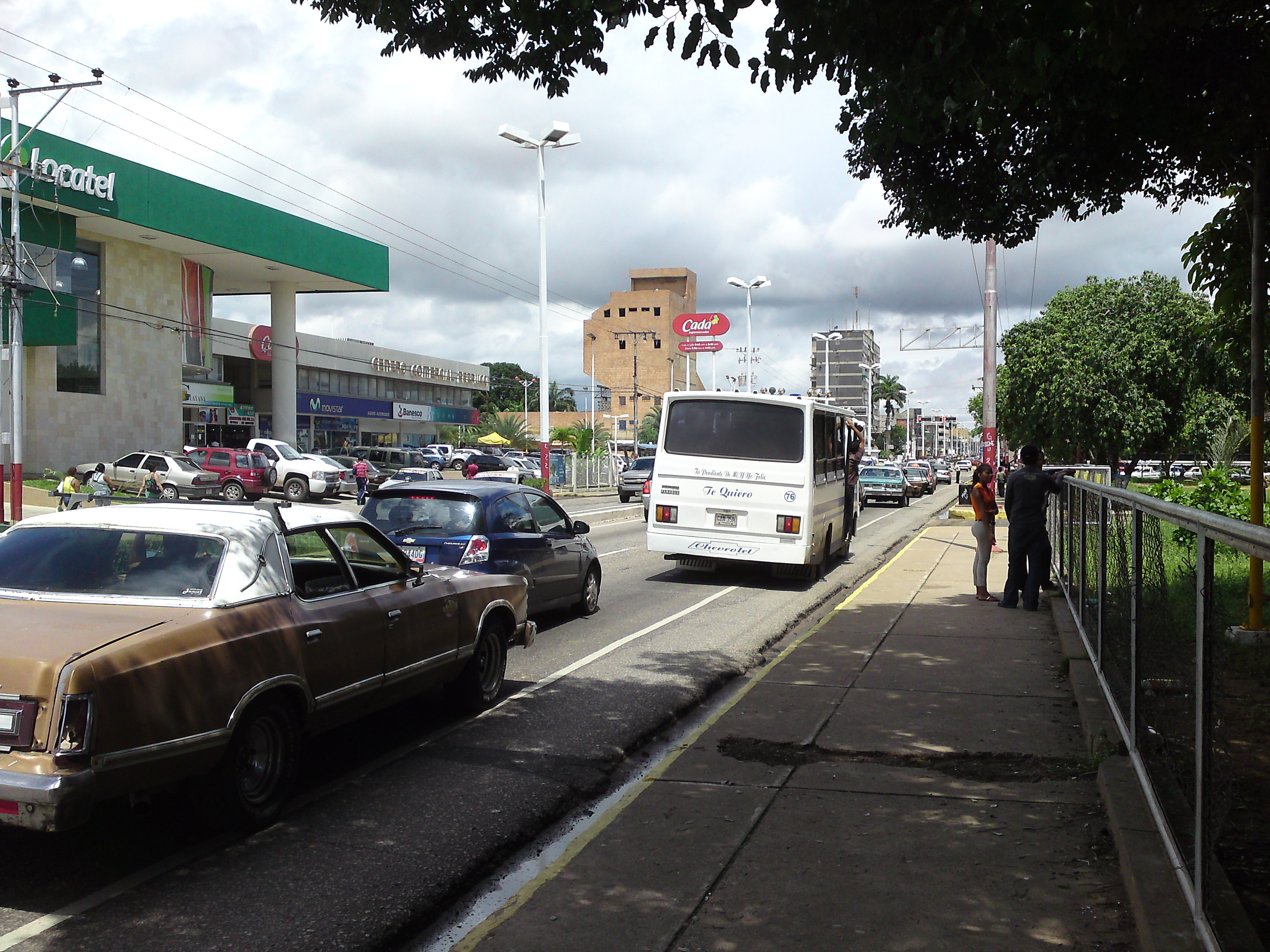
Avenida Francisco de Miranda (Primera Carrera)

- Av. Francisco de Miranda
- Av. España (Troncal 16)
- Av. Rotaria (Troncal 16)
- Av. Norte (Troncal 15)
- Av. Peñalver (Troncal 15)
- Av. Intercomunal (Troncal 15)
- Av. Jesús Subero
- Av. 5 de Julio
- Av. Winston Churchill
- Carretera Negra La Flint
- Avenida Simón Rodríguez
- Avenida Bicentenaria
- Avenida Manuela Sáenz

### Transporte Aéreo
El Tigre cuenta con el Aeropuerto Don Edmundo Barrios en la ciudad de San Tomé. 

## Medios de comunicación

### Medios impresos y Digitales
Entre los periódicos de la ciudad de El Tigre están: 
- Diario Antorcha (Digital)
- Mundo Oriental (Digital)
- Diario Oriental (Digital)
- Diario El Vistazo (Digital)
- Diario El Tigrense (Digital)
- Diario Primicias Uno (Digital)
- Diario La Voz de El Tigre (Digital)

### Televisión
Existen canales de televisión locales de señal abierta:
- Tv Sur. fue la primera estación de televisión que se instaló,fundada en 1998 por el empresario Argentino Carlos Dig de Cable Hogar El Tigre y Fray Giovanni Luisio  Mass  de la Iglesia Catolica, siendo su primer director. Comenzó sus operaciones transmitiendo su señal de manera privada (cable), actualmente opera también en señal libre.
- Antorcha TV.  Al aire por primera vez en 2008 llegando a través de las cableoperadoras y pertenece al conjunto de empresarios dueños de (Diario Antorcha)
- Tigrevision Oriente. Teleoperadora a través de subscripción y el cual su programación es basada en serie de TV, películas y algunos especiales con artistas locales que realizan.
- Órbita TV.  era una cadena de televisión regional del oriente venezolano, cuya transmisión llegaba a los hogares de los anzoatiguenses. Tiene su sede en la ciudad de El Tigre, al Sur del Estado Anzoátegui y Siendo la cadena de televisión regional más vista y aceptada por los televidentes por su información veraz y oportuna. En enero de 2018 está cadena televisiva cesó sus transmisiones.

### Radio
- Radio Fe y Alegría 940 AM

Con el desarrollo de la Frecuencia Modulada (FM) son muchas las emisoras de radio que se han instalado, entre las más representativas.
| Frecuencia | Emisora                             | Circuito Radial |
| ---------- | ----------------------------------- | --------------- |
| 88.9       | Mundo Radio                         |                 |
| 89.5       | Fuego                               |                 |
| 90.1       | Orbita                              |                 |
| 90.9       | Clásicos                            |                 |
| 91.7       | Radio Fe y Alegría                  |                 |
| 93.3       | Reina                               |                 |
| 94.1       | Planeta                             |                 |
| 94.5       | Suprema Latina                      |                 |
| 96.9       | Ídolos                              |                 |
| 98.5       | Ecos de Asís "La Radio Franciscana" |                 |
| 98.9       | VenFM                               |                 |
| 99.3       | Yes Radio                           |                 |
| 99.7       | Xtrema                              |                 |
| 102.5      | Estelar                             |                 |
| 105.5      | Chimire                             |                 |
| 107.1      | Turpial                             |                 |
| 107.7      | Refugio                             |                 |

## Política

### Alcaldes electos
| Período                 | Alcalde                      | Partido/Alianza     | Votos   | Notas |
| ----------------------- | ---------------------------- | ------------------- | ------- | --- |
| 1989 - 1992             | José Horacio Guzmán Requena  | AD                  | -       | Primer alcalde bajo elecciones directas (las primeras elecciones se realizaron el 3 de diciembre de 1989)                                                                              |
| 1992 - 1995             | David Figueroa               | Grupo GIO           | -       | Segundo alcalde bajo elecciones directas |
| 1995 - 2000             | José Miguel Arismendi        | AD                  | -       | Tercer alcalde bajo elecciones directas |
| 2000 - 2004             | Ángel Francisco Godoy Chávez | MVR                 | 43,15%  | Cuarto alcalde bajo elecciones directas |
| 2004 - 2008             | Ernesto Paraqueima Luiggi    | MVR                 | 46,03%  | Quinto alcalde bajo elecciones directas |
| 2008 - 2013             | Carlos Hernández             | PSUV                | 48,59 % | Sexto alcalde bajo elecciones directas |
| 2013 - 2017             | Jesús Figuera                | PSUV                | 41,87%  | Séptimo alcalde bajo elecciones directas |
| 2017 - 2021             | Ernesto Raydan               | AD                  | 51.95%  | Octavo alcalde bajo elecciones directas |
| 2021 - 2023             | Ernesto Paraqueima Luiggi    | Alianza Democrática | 41,26%  | Noveno alcalde bajo elecciones directas. Suspendido del cargo el 03-05-2023 por un escándalo relacionado con declaraciones sobre un mural realizado para niños con Austimo y Asperger. |
| 2023 - 2025 [Encargada] | Lilys Osuna                  | Primero Venezuela   | -       | Designada alcaldesa encargada por el Concejo Municipal, luego de la suspensión del cargo de Ernesto Paraqueima.                                                                        |
| 2025 - 2029             | Alberto Gago                 | PSUV                |         | |